# Chloe Sutton
Chloe Sutton eller Chloe Elizabeth Sutton (født 3. februar 1992, Vandenberg AFB, Californien) er en amerikansk svømmer som specialiserer sig i fristil. Hun repræsenterede sit land under Sommer-OL 2012 i London, hvor hun røg ud i de indledende runder på 400 meter fri.

## Eksterne links
- Profil af Chloe Sutton Arkiveret 10. august 2011 hos  Wayback Machine på USA Swimmings hjemmesiden (engelsk)
- Chloe Suttons profil på Olympics.com (engelsk)
- Chloe Suttons profil på Olympic.org (arkiveret) (engelsk)
- Chloe Suttons profil på Sports-Reference OL-resultater (arkiveret) (engelsk)
- Chloe Suttons profil på Olympedia (engelsk)
- Chloe Suttons profil hos USA's Olympiske Komité
- Chloe Suttons profil hos FINA (engelsk)
- Chloe Suttons profil på swimrankings.net (engelsk)

| Sport | Spire Denne artikel om sport er en spire som bør udbygges. Du er velkommen til at hjælpe Wikipedia ved at udvide den. |